# Compile Heart
Compile Heart (株式会社コンパイルハート Kabushikigaisha Konpairu Hāto?) es un desarrollador de videojuegos japonés, fundado el 2 de junio de 2006 como subsidiaria de Idea Factory. La compañía fue administrada anteriormente por el exejecutivo de Compile, Masamitsu "Moo" Niitani, más conocido como el creador de las series Madou Monogatari y Puyo Puyo, antes de su retiro en diciembre de 2012. Compile Heart es conocido principalmente por sus marcas Hyperdimension Neptunia y Record of Agarest War.
A partir de 2010, la compañía logró adquirir un acuerdo de licencia con D4 Enterprise (el titular de los derechos de autor de la mayoría de los derechos de propiedad de Compile) para crear nuevos videojuegos basados en franquicias del desarrollador desaparecido. Esto no afecta los derechos de la serie Puyo Puyo, ya que actualmente los posee Sega.

## Juegos
| Título                                                                                 | Sistema                           | Fecha de lanzamiento (JP) | Notas                                                                          | JP  | NA  | PAL | KOR | CH Selection |
| -------------------------------------------------------------------------------------- | --------------------------------- | ------------------------- | ------------------------------------------------------------------------------ | --- | --- | --- | --- | ------------ |
| Astonishia Story                                                                       | PlayStation Portable              | 28 de septiembre de 2006  | Desarrollado por Sonnori. Portado a Japón por Compile Heart                    | Sí  | Sí  |     | Sí  |              |
| Vulcanus                                                                               | PlayStation Portable              | 16 de noviembre de 2006   | Desarrollado por Zeppeto. Portado a Japón por Compile Heart                    | Sí  |     |     | Sí  | Sí           |
| Rogue Hearts Dungeon                                                                   | PlayStation 2                     | 26 de abril de 2007       |                                                                                | Sí  |     |     |     |              |
| Black Cat: Kuroneko no Concerto                                                        | Nintendo DS                       | 21 de junio de 2007       |                                                                                | Sí  |     |     |     |              |
| Octomania                                                                              | Wii                               | 23 de agosto de 2007      | Codesarrollado por Idea Factory y Hyper-Devbox Japan                           | Sí  | Sí  | Sí  |     |              |
| Quiz & Variety SukuSuku Inufuku 2 Motto SukuSuku                                       | PlayStation 2                     | 23 de agosto de 2007      |                                                                                | Sí  |     |     |     |              |
| Oni Zero -Sengoku Ransei Hyakkaryouran-                                                | Nintendo DS                       | 30 de agosto de 2007      |                                                                                | Sí  |     |     |     |              |
| Megazone 23: Aoi Garland                                                               | PlayStation 3                     | 13 de septiembre de 2007  |                                                                                | Sí  |     |     |     |              |
| Tanoshii Youchien Kotoba to Asobo!                                                     | Nintendo DS                       | 20 de septiembre de 2007  |                                                                                | Sí  |     |     |     |              |
| Jigoku Shoujo: Akekazura                                                               | Nintendo DS                       | 27 de septiembre de 2007  |                                                                                | Sí  |     |     |     |              |
| Record of Agarest War                                                                  | PlayStation 3                     | 27 de septiembre de 2007  | Codesarrollado por Idea Factory y Red Entertainment                            | Sí  | Sí  | Sí  |     | Sí           |
| The Frogman Show: DS Datte, Shouganaijanai.                                            | Nintendo DS                       | 25 de octubre de 2007     |                                                                                | Sí  |     |     |     |              |
| Puzzle Mate: Oekaki Mate                                                               | Nintendo DS                       | 24 de abril de 2008       |                                                                                | Sí  |     |     |     |              |
| Puzzle Mate: Nanpure Mate                                                              | Nintendo DS                       | 24 de abril de 2008       |                                                                                | Sí  |     |     |     |              |
| Puzzle Mate: Crossword Mate                                                            | Nintendo DS                       | 24 de abril de 2008       |                                                                                | Sí  |     |     |     |              |
| Dungeon of Windaria                                                                    | Nintendo DS                       | 15 de mayo de 2008        |                                                                                | Sí  |     |     |     |              |
| Gakkou no Kaidan DS                                                                    | Nintendo DS                       | 17 de julio de 2008       |                                                                                | Sí  |     |     |     |              |
| DS de Yomu Series: Tezuka Osamu Hi no Tori 1                                           | Nintendo DS                       | 31 de julio de 2008       |                                                                                | Sí  |     |     |     |              |
| DS de Yomu Series: Tezuka Osamu Hi no Tori 2                                           | Nintendo DS                       | 31 de julio de 2008       |                                                                                | Sí  |     |     |     |              |
| DS de Yomu Series: Tezuka Osamu Hi no Tori 3                                           | Nintendo DS                       | 31 de julio de 2008       |                                                                                | Sí  |     |     |     |              |
| DS Pico Series: Sanrio no Party Heikou! Oryouri - Oshiyare - Okaimono                  | Nintendo DS                       | 7 de agosto de 2008       |                                                                                | Sí  |     |     |     |              |
| Majin Tantei Nougami Neuro: Battle de Yo!                                              | PlayStation 2                     | 28 de agosto de 2008      |                                                                                | Sí  |     |     |     |              |
| Sakai Burai Kaiji: Death or Survival                                                   | Nintendo DS                       | 25 de septiembre de 2008  |                                                                                | Sí  |     |     |     |              |
| Cross Edge                                                                             | PlayStation 3                     | 25 de septiembre de 2008  | Codesarrollado por Idea Factory                                                | Sí  | Sí  | Sí  |     | Sí           |
| Sugoro Chronicle                                                                       | Wii                               | 20 de noviembre de 2008   |                                                                                | Sí  |     |     |     |              |
| Record of Agarest War (Reappearance)                                                   | Xbox 360                          | 27 de noviembre de 2008   | Codesarrollado por Idea Factory y Red Entertainment                            | Sí  | Sí  |     |     |              |
| Record of Agarest War Zero                                                             | PlayStation 3                     | 25 de junio de 2009       | Codesarrollado por Red Entertainment                                           | Sí  | Sí  | Sí  |     | Sí           |
| Rosario to Vampire Capu 2: Koi to Yume no Rhapsodia                                    | PlayStation 2                     | 23 de julio de 2009       |                                                                                | Sí  |     |     |     |              |
| Jigoku Shoujo: Mioyosuga                                                               | PlayStation 2                     | 17 de septiembre de 2009  |                                                                                | Sí  |     |     |     |              |
| Cross Edge Dash                                                                        | Xbox 360                          | 1 de octubre de 2009      | Codesarrollado por Idea Factory                                                | Sí  |     |     |     |              |
| Touch Takoron                                                                          | iOS                               | 3 de noviembre de 2009    |                                                                                | Sí  |     |     |     |              |
| So-Ra-No-Wo-To Otome no Gojuusou                                                       | PlayStation Portable              | 27 de mayo de 2010        |                                                                                | Sí  |     |     |     |              |
| Record of Agarest War Zero (Dawn of War)                                               | Xbox 360                          | 29 de julio de 2010       | Codesarrollado por Red Entertainment                                           | Sí  | Sí  |     |     |              |
| Hyperdimension Neptunia                                                                | PlayStation 3                     | 19 de agosto de 2010      | Codesarrollado por Idea Factory, Gust Corporation y Nippon Ichi Software       | Sí  | Sí  | Sí  |     | Sí           |
| Record of Agarest War 2                                                                | PlayStation 3                     | 18 de noviembre de 2010   | Codesarrollado por Idea Factory y Red Entertainment                            | Sí  | Sí  | Sí  |     | Sí           |
| DS-Pico Series: Sanrio Puro Land - Waku Waku Okaimono - Suteki na Oheya Otsukuri Masho | Nintendo DS                       | 25 de noviembre de 2010   |                                                                                | Sí  |     |     |     |              |
| Hyperdimension Neptunia mk2                                                            | PlayStation 3                     | 18 de agosto de 2011      | Codesarrollado por Idea Factory, Gust Corporation, Nippon Ichi Software y 5pb. | Sí  | Sí  | Sí  |     | Sí           |
| Touch, Shot! Love Application                                                          | PlayStation 3                     | 23 de febrero de 2012     | Codesarrollado por Tamsoft                                                     | Sí  |     |     |     | Sí           |
| Mugen Souls                                                                            | PlayStation 3                     | 22 de marzo de 2012       | Codesarrollado por GCrest                                                      | Sí  | Sí  | Sí  |     | Sí           |
| Travel Adventures with Hello Kitty                                                     | Nintendo 3DS                      | 21 de junio de 2012       |                                                                                | Sí  | Sí  | Sí  |     |              |
| Record of Agarest War: Marriage                                                        | PlayStation Portable              | 19 de julio de 2012       |                                                                                | Sí  |     |     |     |              |
| Neptunia Kisakae!                                                                      | Android                           | 31 de julio de 2012       |                                                                                | Sí  |     |     |     |              |
| Hyperdimension Neptunia Victory                                                        | PlayStation 3                     | 30 de agosto de 2012      | Codesarrollado por Idea Factory                                                | Sí  | Sí  | Sí  |     |              |
| Kami Jigen Appli Neptune                                                               | Android                           | 30 de agosto de 2012      |                                                                                | Sí  |     |     |     |              |
| Kami Jigen Appli Neptune                                                               | iOS                               | 9 de octubre de 2012      |                                                                                | Sí  |     |     |     |              |
| Monster Monpiece                                                                       | PlayStation Vita                  | 24 de enero de 2013       |                                                                                | Sí  | Sí  | Sí  |     |              |
| Neptunia Collection                                                                    | iOS, Android                      | 14 de febrero de 2013     | Distribuido a través de GREE                                                   | Sí  |     |     |     |              |
| Sorcery Saga: Curse of the Great Curry God                                             | PlayStation Vita                  | 28 de marzo de 2013       |                                                                                | Yes | Yes | Sí  |     |              |
| Mugen Souls Z                                                                          | PlayStation 3                     | 25 de abril de 2013       | Codesarrollado por GCrest                                                      | Sí  | Sí  | Sí  |     |              |
| Hyperdimension Idol Neptunia PP                                                        | PlayStation Vita                  | 20 de junio de 2013       | Codesarrollado por Idea Factory y Tamsoft                                      | Sí  | Sí  | Sí  |     |              |
| Date A Live: Rinne Utopia                                                              | PlayStation 3                     | 27 de junio de 2013       | Codesarrollado por Sting Entertainment                                         | Sí  |     |     |     |              |
| Fairy Fencer F                                                                         | PlayStation 3                     | 10 de octubre de 2013     | Codesarrollado por Idea Factory                                                | Sí  | Sí  | Sí  |     |              |
| Hyperdimension Neptunia Re;Birth 1                                                     | PlayStation Vita                  | 31 de octubre de 2013     | Codesarrollado por Idea Factory y Felistella                                   | Sí  | Sí  | Sí  |     | Sí           |
| Record of Agarest War                                                                  | Android                           | 19 de marzo de 2014       | Codesarrollado y publicado por HyperDevbox Japan                               | Sí  | Sí  | Sí  |     |              |
| Hyperdimension Neptunia Re;Birth 2: Sisters Generation                                 | PlayStation Vita                  | 20 de marzo de 2014       | Codesarrollado por Idea Factory y Felistella                                   | Sí  | Sí  | Sí  |     | Sí           |
| Record of Agarest War                                                                  | iOS                               | 15 de mayo de 2014        | Codesarrollado y publicado por HyperDevbox Japan                               | Sí  | Sí  | Sí  |     |              |
| Moe Chronicle                                                                          | PlayStation Vita, Nintendo Switch | 15 de mayo de 2014        | Codesarrollado por ZeroDiv                                                     | Sí  |     |     |     |              |
| Hyperdevotion Noire: Goddess Black Heart                                               | PlayStation Vita                  | 29 de mayo de 2014        | Codesarrollado por Idea Factory y Sting Entertainment                          | Sí  | Sí  | Sí  |     | Sí           |
| Date A Live: Arusu Install                                                             | PlayStation 3                     | 26 de junio de 2014       | Codesarrollado por Sting Entertainment                                         | Sí  |     |     |     |              |
| Hyperdimension Neptunia U: Action Unleashed                                            | PlayStation Vita                  | 28 de agosto de 2014      | Codesarrollado por Idea Factory y Tamsoft                                      | Sí  | Sí  | Sí  |     | Sí           |
| Omega Quintet                                                                          | PlayStation 4                     | 2 de octubre de 2014      |                                                                                | Sí  | Sí  | Sí  |     |              |
| Hyperdimension Neptunia Re;Birth 3: V Century                                          | PlayStation Vita                  | 18 de diciembre de 2014   | Codesarrollado por Idea Factory y Felistella                                   | Sí  | Sí  | Sí  |     | Sí           |
| Record of Agarest War Zero (Dawn of War)                                               | iOS, Android                      | 22 de enero de 2015       | Codesarrollado y publicado por HyperDevbox Japan                               | Sí  | Sí  | Sí  |     |              |
| Megadimension Neptunia VII                                                             | PlayStation 4                     | 23 de abril de 2015       | Codesarrollado por Idea Factory                                                | Sí  | Sí  | Sí  |     |              |
| Trillion: God of Destruction                                                           | PlayStation Vita                  | 23 de julio de 2015       |                                                                                | Sí  | Sí  | Sí  |     | Sí           |
| Date A Live Twin Edition: Rio Reincarnation                                            | PlayStation Vita                  | 30 de julio de 2015       | Codesarrollado por Sting Entertainment                                         | Sí  |     |     |     |              |
| Fairy Fencer F                                                                         | Microsoft Windows                 | 5 de agosto de 2015       | Codesarrollado por Idea Factory. Distributed through Steam.                    | Sí  | Sí  | Sí  |     |              |
| Moero Crystal                                                                          | PlayStation Vita, Nintendo Switch | 25 de septiembre de 2015  |                                                                                | Sí  |     |     |     |              |
| MegaTagmension Blanc + Neptune VS Zombies                                              | PlayStation Vita                  | 15 de octubre de 2015     | Codesarrollado por Tamsoft                                                     | Sí  | Sí  | Sí  |     |              |
| Fairy Fencer F: Advent Dark Force                                                      | PlayStation 4, Nintendo Switch    | 5 de noviembre de 2015    |                                                                                | Sí  | Sí  | Sí  |     |              |
| Superdimension Neptune vs Sega Hard Girls                                              | PlayStation Vita                  | 26 de noviembre de 2015   | Codesarrollado por Felistella                                                  | Sí  | Sí  | Sí  |     |              |
| MeiQ: Labyrinth of Death                                                               | PlayStation Vita                  | 17 de diciembre de 2015   |                                                                                | Sí  | Sí  | Sí  |     |              |
| Dark Rose Valkyrie                                                                     | PlayStation 4                     | 21 de julio de 2016       |                                                                                | Sí  | Sí  | Sí  |     |              |
| Genkai Tokki: Seven Pirates                                                            | PlayStation Vita                  | 4 de agosto de 2016       | Developed by Felistella                                                        | Sí  |     |     |     |              |
| Hyperdimension Neptunia Re;Birth 1                                                     | Microsoft Windows                 | 25 de agosto de 2016      | Codesarrollado por Idea Factory. Distribuido a través de la plataforma Steam.  | Sí  | Sí  | Sí  |     |              |
| Monster Monpiece Naked                                                                 | iOS, Android                      | 31 de agosto de 2016      |                                                                                | Sí  |     |     |     |              |
| Hyperdimension Neptunia Re;Birth 2: Sisters Generation                                 | Microsoft Windows                 | 29 de septiembre de 2016  | Codesarrollado por Idea Factory. Distribuido a través de la plataforma Steam.  | Sí  | Sí  | Sí  |     |              |
| Mary Skelter: Nightmares                                                               | PlayStation Vita, Nintendo Switch | 13 de octubre de 2016     |                                                                                | Sí  | Sí  | Sí  |     |              |
| Hyperdimension Neptunia Re;Birth 3: V Century                                          | Microsoft Windows                 | 27 de octubre de 2016     | Codesarrollado por Idea Factory. Distribuido a través de la plataforma Steam.  | Sí  | Sí  | Sí  |     |              |
| Cyberdimension Neptunia: 4 Goddesses Online                                            | PlayStation 4                     | 9 de febrero de 2017      |                                                                                | Sí  | Sí  | Sí  |     |              |
| Fairy Fencer F: Advent Dark Force                                                      | Microsoft Windows                 | 15 de febrero de 2017     | Codesarrollado por Idea Factory. Distribuido a través de la plataforma Steam.  | Sí  | Sí  | Sí  |     |              |
| Gun Gun Pixies                                                                         | PlayStation Vita, Nintendo Switch | 16 de diciembre de 1819   |                                                                                | Sí  |     |     |     |              |
| NepNep☆Connect: Chaos Chample                                                          | PlayStation Vita                  | 07 de junio de 2017       |                                                                                | Sí  |     |     |     |              |
| Megadimension Neptunia VIIR                                                            | PlayStation 4, PlayStation VR     | 24 de agosto de 2017      |                                                                                | Sí  | Sí  | Sí  |     |              |
| Genkai Tokki: Castle Panzers                                                           | PlayStation 4                     | 28 de septiembre de 2017  | Desarrollado por Felistella                                                    | Sí  |     |     |     |              |
| Tokyo Clanpool                                                                         | PlayStation Vita                  | 05 de octubre de 2017     |                                                                                | Sí  |     |     |     |              |
| Date A Live Rio Reincarnation HD                                                       | PlayStation 4                     | 12 de octubre de 2017     | Codesarrollado por Sting Entertainment                                         | Sí  | Sí  | Sí  |     |              |
| Death end re;Quest                                                                     | PlayStation 4                     | 12 de abril de 2018       |                                                                                | Sí  | Sí  | Sí  |     |              |
| Mary Skelter 2                                                                         | PlayStation 4, Nintendo Switch    | 12 de julio de 2018       |                                                                                | Sí  | Sí  | Sí  |     |              |
| Super Neptunia RPG                                                                     | PlayStation 4, Nintendo Switch    | 20 de diciembre de 2018   | Codesarrollado por Artisan Studios                                             | Sí  | Sí  | Sí  | Sí  |              |
| Dragon Star Varnir                                                                     | PlayStation 4                     | 11 de octubre de 2018     |                                                                                | Sí  | Sí  | Sí  |     |              |
| Arc of Alchemist                                                                       | PlayStation 4, Nintendo Switch    | 07 de febrero de 2019     |                                                                                | Sí  | Sí  | Sí  |     |              |

- CH Selection (Compile Heart Selection) is similar to "The Best" (JP) or "Greatest Hits" (US), but use specially for Compile Heart's games.

## Proyectos
Compile Heart ha anunciado un proyecto titulado Galapagos RPG, que tiene como objetivo crear nuevos juegos de rol con un estilo japonés, dirigido a los jugadores japoneses. El primer juego de este proyecto es un "RPG de fantasía" con un tono oscuro llamado Fairy Fencer F para PlayStation 3, el segundo es Omega Quintet, el tercero es Fairy Fencer F: Advent Dark Force, el cuarto es Death end re;Quest, el quinto es Dragon Star Varnir y el sexto es Arc of Alchemist para PlayStation 4. 